# Hương đào
Hương đào (tên khoa học: Myrtus communis) là một loài thực vật có hoa trong Họ Đào kim nương. Loài này được Linnaeus mô tả khoa học đầu tiên năm 1753.

## Phân bố
Loài này là bản địa khu vực từ Macaronesia ở phía tây qua khu vực ven và trong Địa Trung Hải, Trung Đông tới Afghanistan và Pakistan ở phía đông. Du nhập vào Hoa Kỳ (California, Louisiana, Puerto Rico, Texas), Nam Phi (các tỉnh Đông Cape, Tây Cape, Bắc Cape), Cuba, quần đảo Leeward, quần đảo Windward.

## Mô tả
Loài thực vật này là cây bụi thường xanh hoặc cây gỗ nhỏ, cao tới 5 m (16 ft). Lá dài 2–5 cm (1–2 inch), với tinh dầu có mùi thơm. Hoa màu trắng hoặc phớt hồng, với 5 cánh và nhiều nhị thò ra từ hoa. Quả là quả mọng ăn được, khi chín có màu xanh lam-đen.
Loài này và phân loài nhỏ gọn hơn là M. communis subsp. tarentina đã giành được Giải thưởng Giá trị Làm vườn của Hiệp hội Làm vườn Hoàng gia (Anh). Chúng chịu lạnh tốt nhưng ưa thích những nơi được che chắn và nhiều ánh nắng.

## Hình ảnh

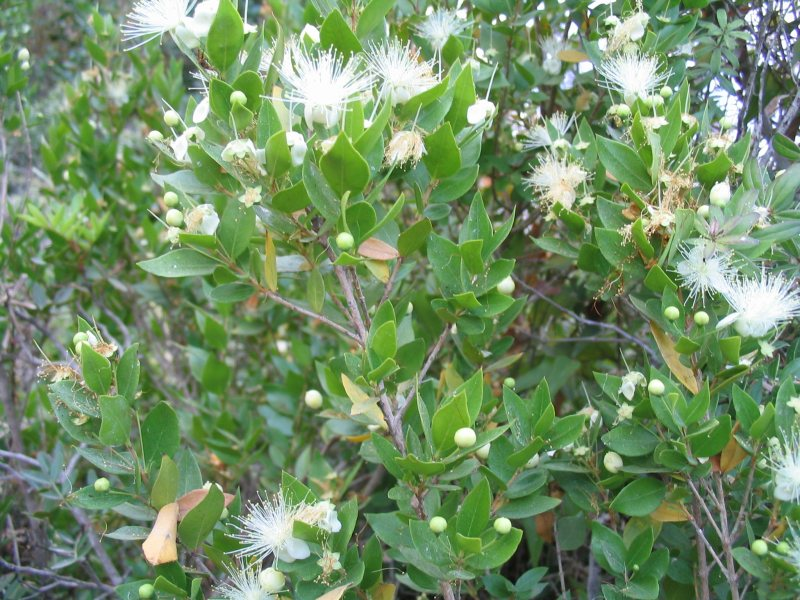
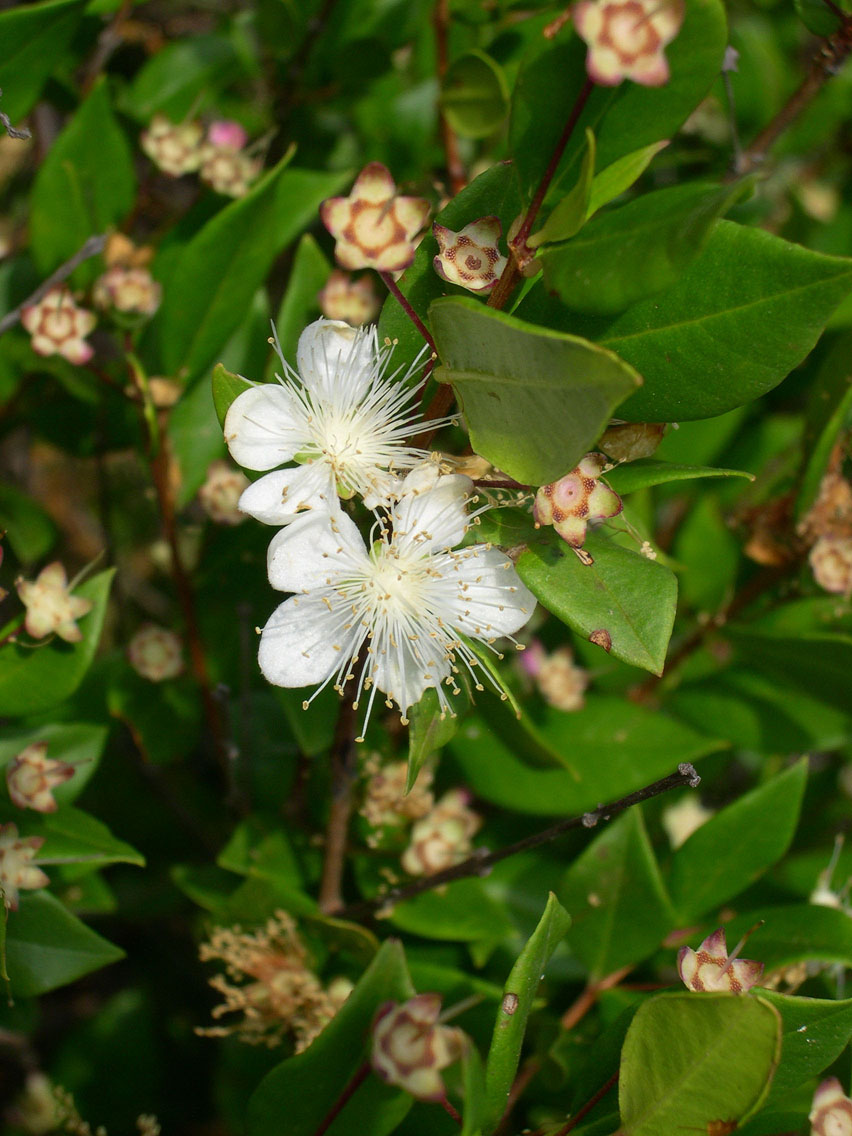
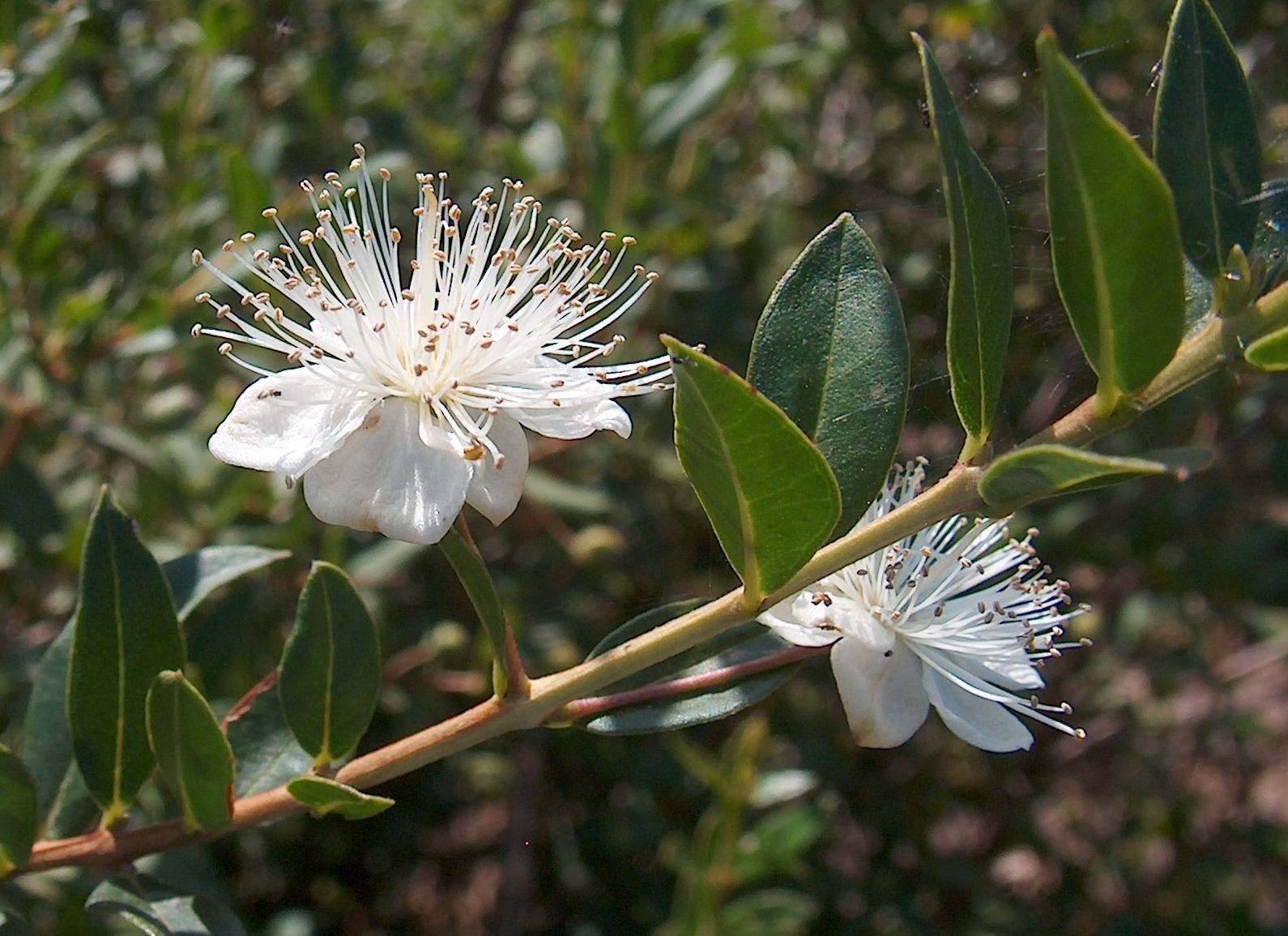
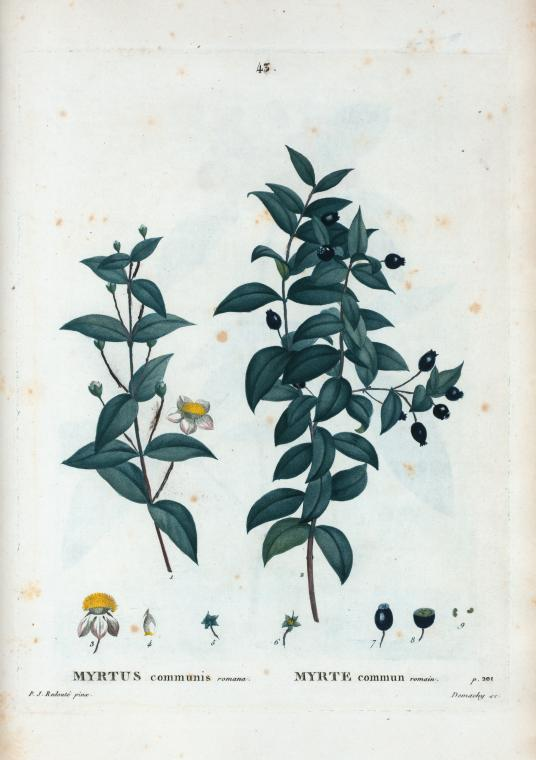
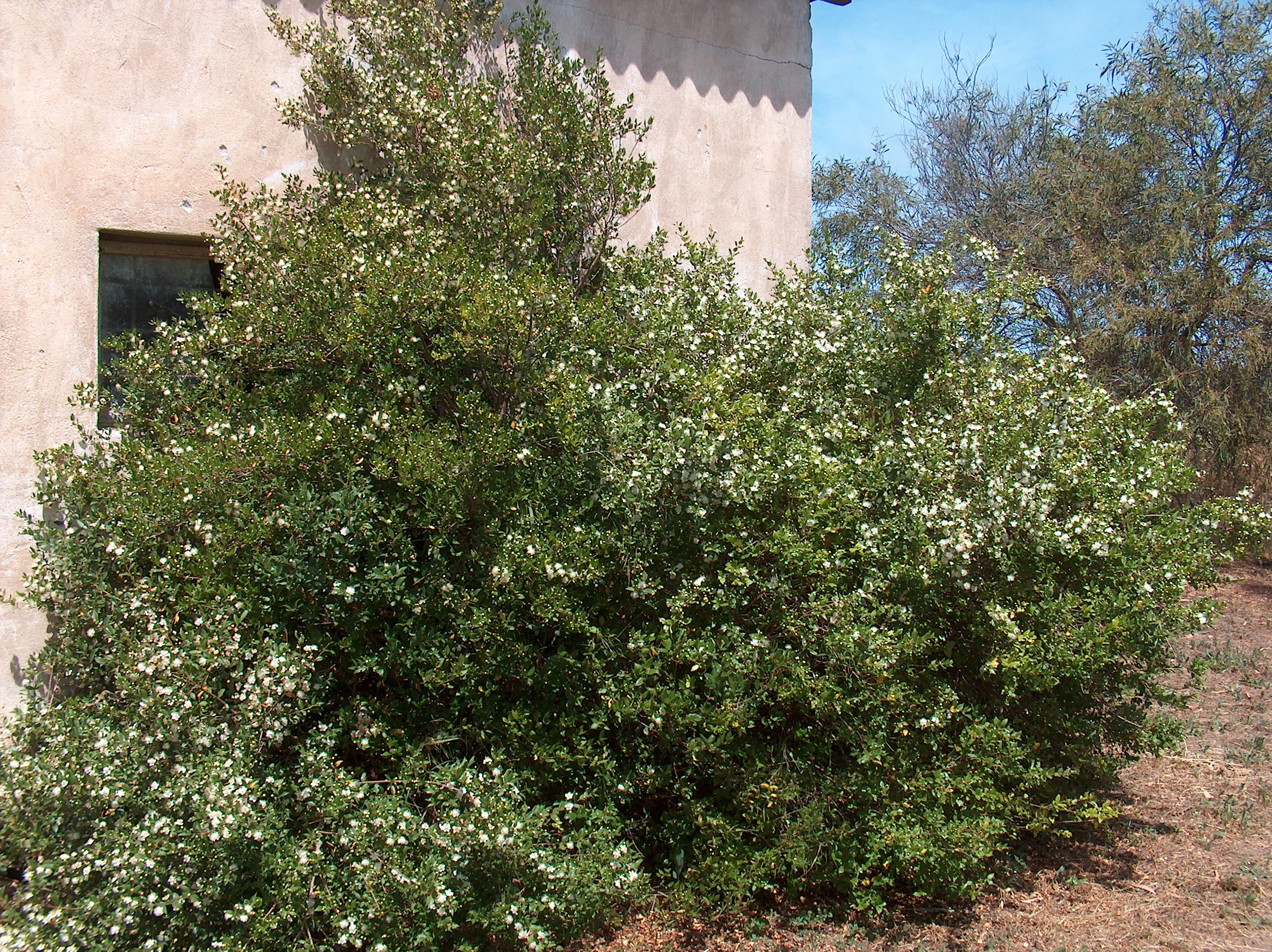
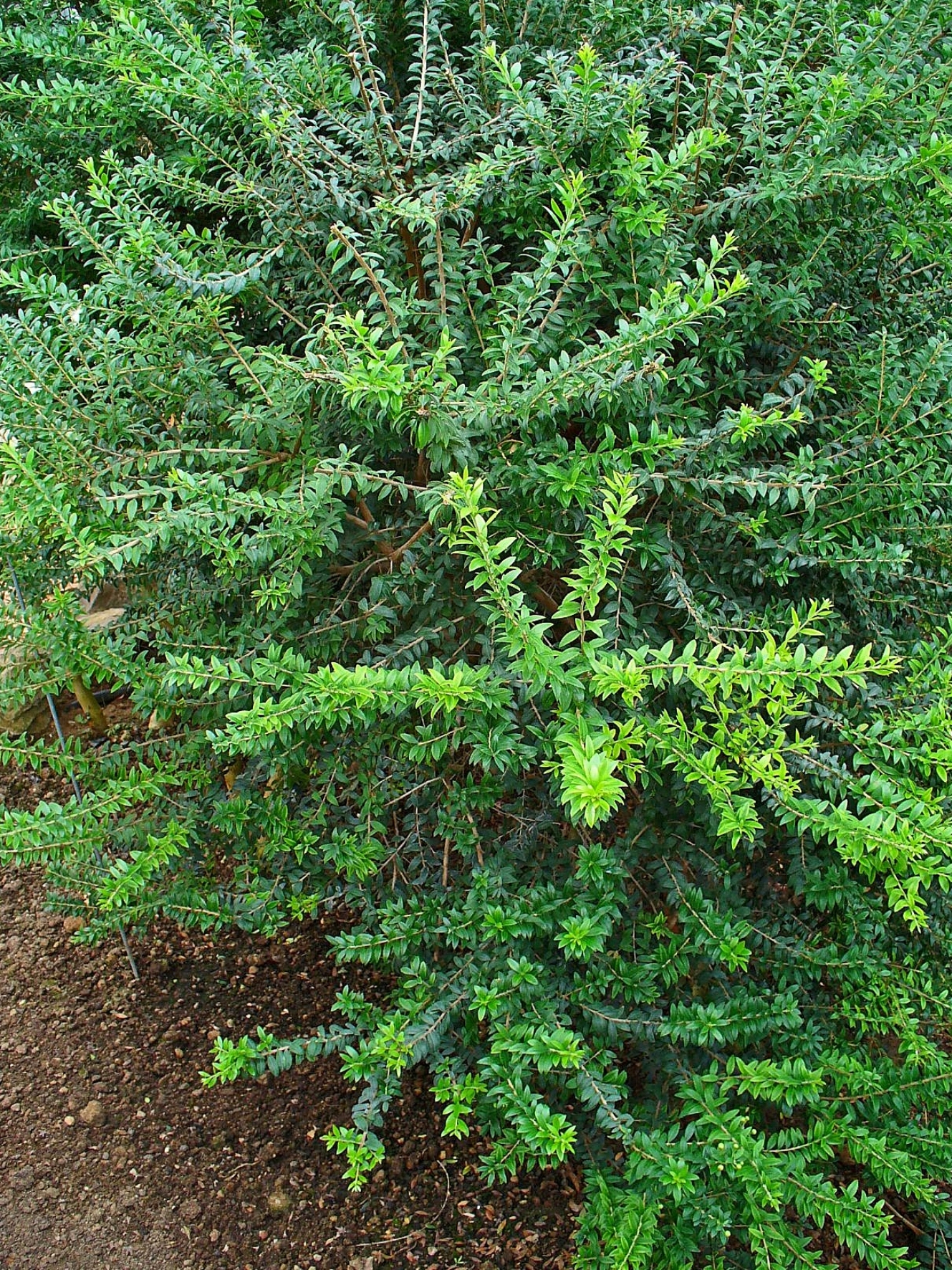
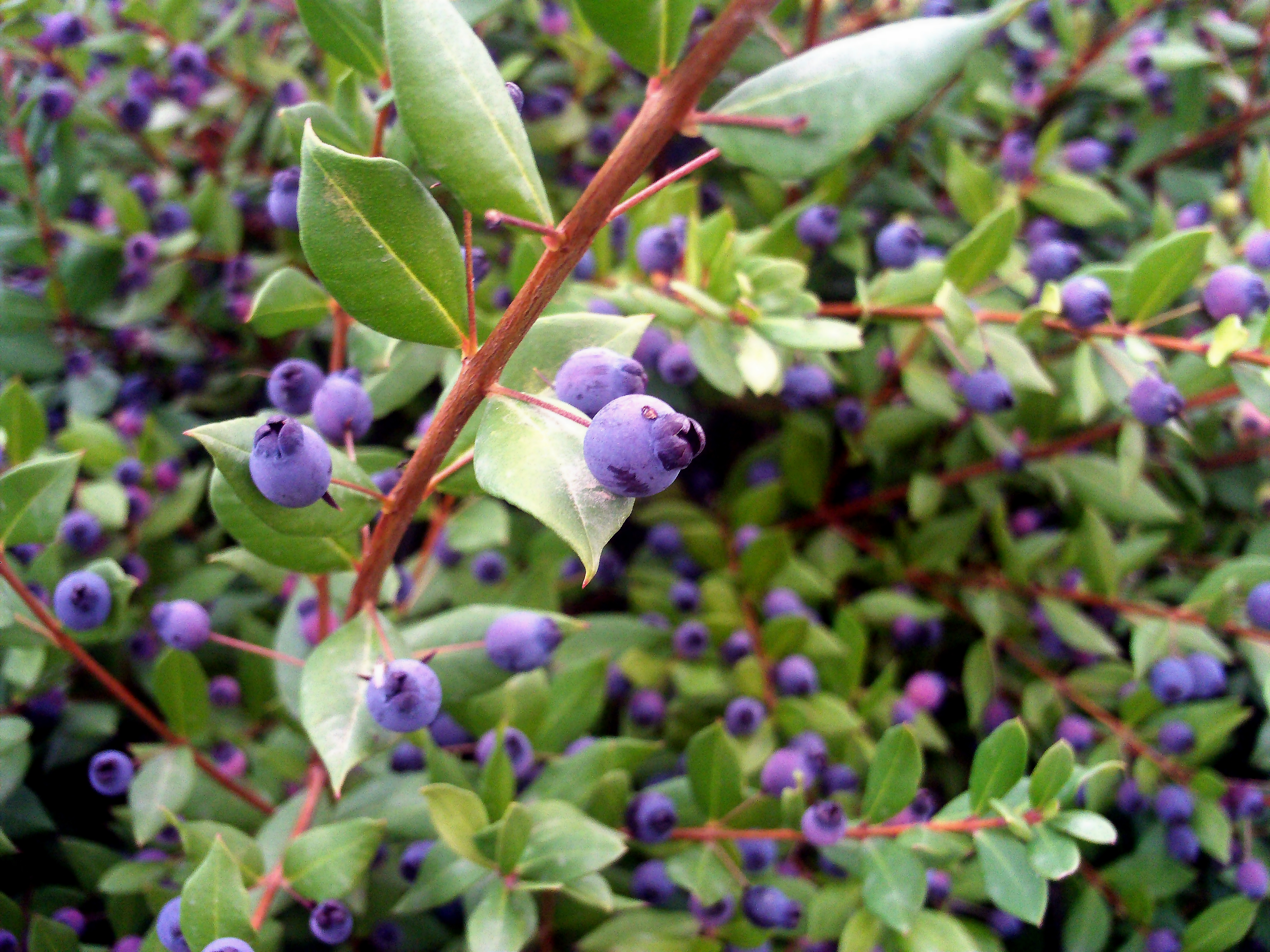
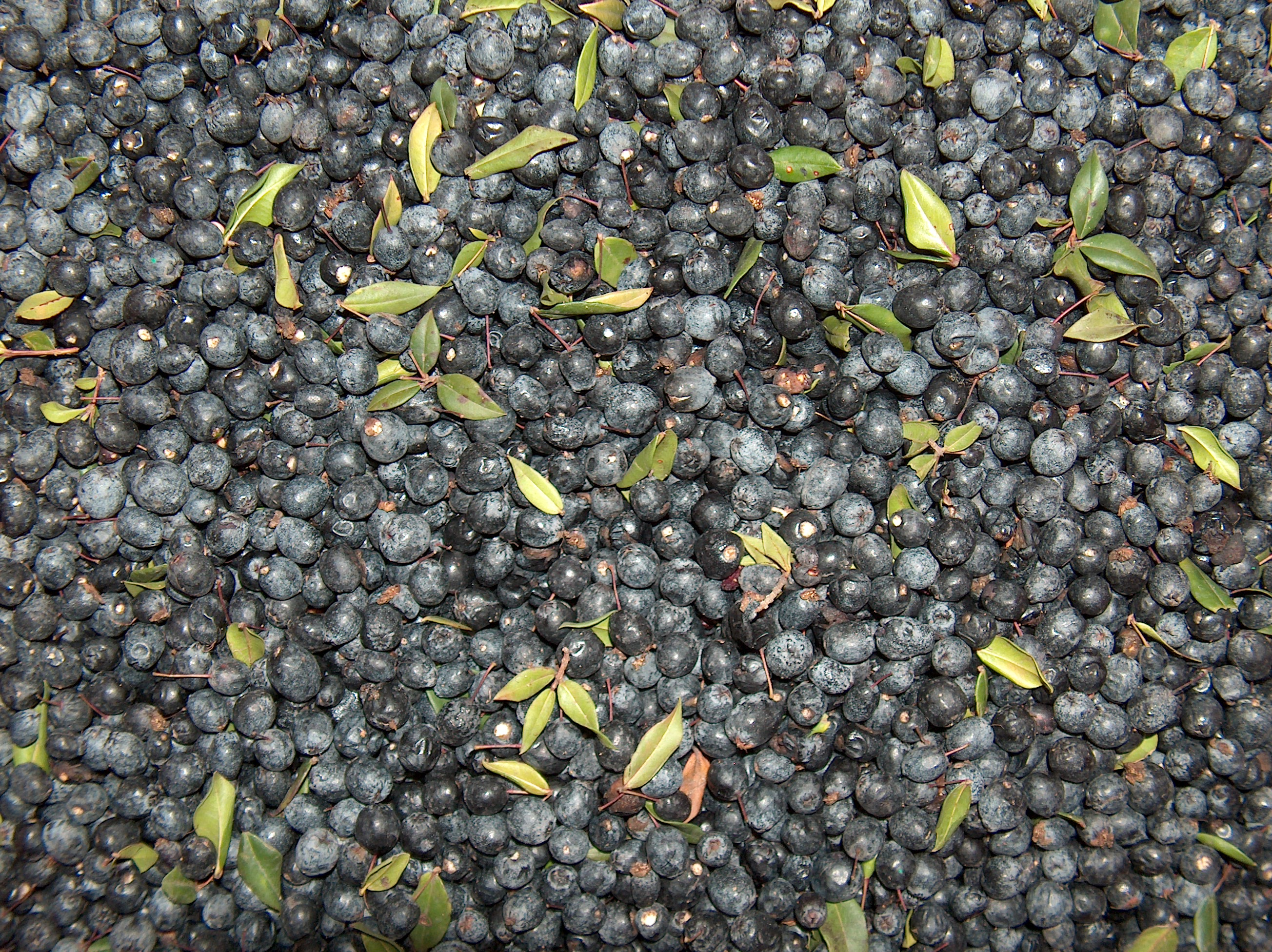
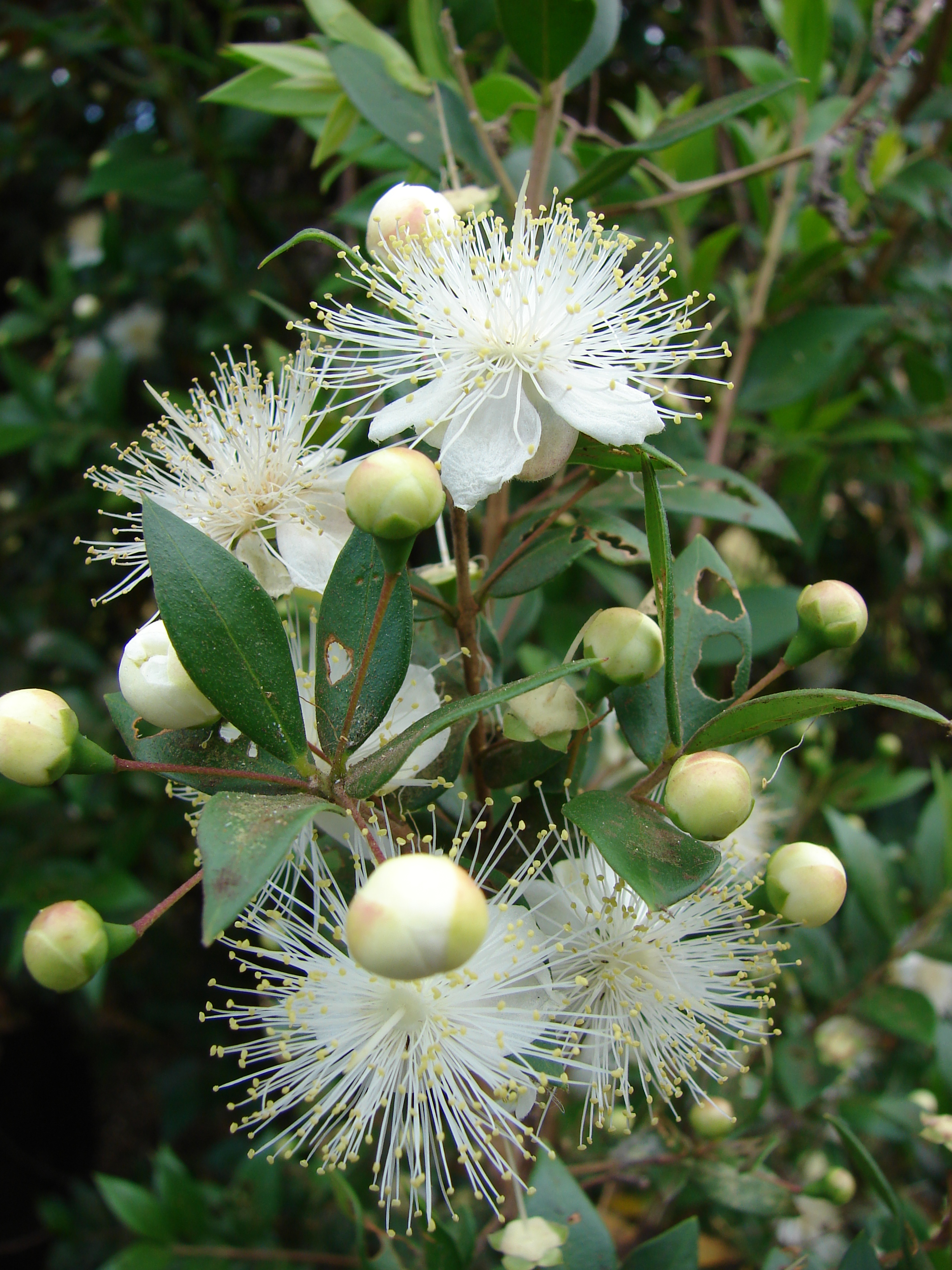

## Sử dụng
Các tính chất y học của Myrtus communis đã được sử dụng rất sớm, có lẽ từ khoảng năm 600 TCN. Về tầm quan trọng biểu tượng và nghi lễ thời cổ đại, nó được sử dụng để tượng trưng cho danh dự, công lý, thịnh vượng, hào phóng, hy vọng, tình yêu và hạnh phúc. Trong thần thoại Hy Lạp-La Mã, nhiều vị thần gắn với cây và hoa hương đào, chẳng hạn như Aphrodite và Demeter. Là một phần quan trọng trong các tín ngưỡng truyền thống Do Thái khác nhau, nó là một trong bốn loài được sử dụng trong lễ hội Lễ Lều Tạm (Sukkot) và Kinh Thánh ghi lại việc sử dụng nó trong các nghi lễ thanh tẩy. Là một loại cây bụi phát triển mạnh dọc và ven các vùng nước, nó cũng được coi là biểu tượng của sự khôi phục và phục hồi. Ở châu Âu trong thời kỳ Phục Hưng, nó được biết đến nhiều nhất như là biểu tượng của tình yêu, dẫn đến truyền thống sử dụng hoa hương đào như một phần trong bó hoa cưới.
Các loại tinh dầu chiết xuất từ loài cây này có đặc tính chống tăng sinh và chống cảm ứng quần tụ, giúp chống lại ôi thiu thực phẩm. Quả mọng của M. communis cũng được ngâm trong rượu để làm rượu mùi Mirto.

## Phân loài

### M. communissubsp.communis
Phân bố giống như của loài. Các danh pháp đồng nghĩa bao gồm:
- Myrtus acuta Mill., 1768
- Myrtus acutifolia (L.) Sennen & Teodoro, 1929
- Myrtus angustifolia Raf., 1838 nom. illeg.
- Myrtus augustini Sennen & Teodoro, 1929
- Myrtus aurantiifolia Grimwood, 1783 nom. superfl.
- Myrtus baetica (L.) Mill., 1768
- Myrtus baetica var. vidalii Sennen & Teodoro, 1928
- Myrtus baui Sennen & Teodoro, 1929
- Myrtus belgica (L.) Mill., 1768
- Myrtus borbonis Sennen, 1923 in 1924
- Myrtus briquetii (Sennen & Teodoro) Sennen & Teodoro, 1929
- Myrtus christinae (Sennen & Teodoro) Sennen & Teodoro, 1929
- Myrtus communis var. acuminata Rouy & E.G.Camus, 1901 nom. superfl.
- Myrtus communis var. acutifolia L., 1753
- Myrtus communis var. angustifolia L., 1753
- Myrtus communis var. baetica L., 1753
- Myrtus communis subsp. baetica (L.) Casares & Tito, 2016
- Myrtus communis var. balearica Sennen & Teodoro, 1929
- Myrtus communis var. belgica L., 1753
- Myrtus communis var. christinae Sennen & Teodoro, 1928
- Myrtus communis var. eusebii Sennen & Teodoro, 1928
- Myrtus communis var. foucaudii Sennen & Teodoro, 1929
- Myrtus communis var. gervasii Sennen & Teodoro, 1928
- Myrtus communis var. grandifolia Sennen & Teodoro, 1929
- Myrtus communis var. italica L., 1762
- Myrtus communis var. joussetii Sennen & Teodoro, 1929
- Myrtus communis var. leucocarpa DC., 1828
- Myrtus communis var. lusitanica L., 1762
- Myrtus communis var. mucronata L., 1753
- Myrtus communis var. neapolitana Sennen & Teodoro, 1929
- Myrtus communis var. romana L., 1753
- Myrtus communis variegata J.R.Duncan & V.C.Davies, 1925
- Myrtus eusebii (Sennen & Teodoro) Sennen & Teodoro, 1929
- Myrtus gervasii (Sennen & Teodoro) Sennen & Teodoro, 1929
- Myrtus italica (L.) Mill., 1768
- Myrtus italica var. briquetii Sennen & Teodoro, 1928
- Myrtus italica var. petri-ludovici Sennen & Teodoro, 1928
- Myrtus josephi Sennen & Teodoro, 1929
- Myrtus lanceolata Raf., 1838 nom. illeg.
- Myrtus latifolia Raf., 1838 nom. illeg.
- Myrtus littoralis Salisb., 1796
- Myrtus macrophylla J.St.-Hil., 1803
- Myrtus major Garsault, 1764 opus utique oppr.
- Myrtus media Hoffmanns., 1824
- Myrtus microphylla J.St.-Hil., 1803
- Myrtus minima Mill., 1768
- Myrtus minor Garsault, 1764 opus utique oppr.
- Myrtus mirifolia Sennen & Teodoro, 1929
- Myrtus mucronata Pers., 1806
- Myrtus oerstedeana O.Berg, 1856
- Myrtus petri-ludovici (Sennen & Teodoro) Sennen & Teodoro, 1929
- Myrtus rodesi Sennen & Teodoro, 1929
- Myrtus romana (L.) Hoffmanns., 1824
- Myrtus romanifolia J.St.-Hil., 1803
- Myrtus sparsifolia O.Berg, 1856
- Myrtus theodori Sennen, 1929
- Myrtus veneris Bubani, 1899 không Gaudin, 1864
- Myrtus vidalii (Sennen & Teodoro) Sennen & Teodoro, 1929

### M. communissubsp.tarentina
M. communis subsp. tarentina (L.) Nyman, 1879: Có tại Hy Lạp (Crete), Pháp (Corse), Ý (Sardegna), Tây Ban Nha, các quốc gia thuộc Nam Tư cũ, du nhập vào Bồ Đào Nha. Các danh pháp đồng nghĩa là M. buxifolia Grimwood, 1783 nom. superfl., M. communis var. tarentina L., 1753, M. tarentina (L.) Mill., 1768.